# Parcul Național Golden Gate Highlands
Parcul Național Golden Gate Highlands este situat în provincia Free State, la granița  cu Lesotho în Africa de Sud. Parcul are peisaje deosebit de frumoase, paleta de culori a stâncilor de gresie variază de la portocaliu, ocru în contrast cu peisajul ierburilor de savană.